# Шоу — Ховард-юниверсити
Шоу — Ховард-юниверсити (англ. Shaw – Howard University) — подземная пересадочная станция Вашингтонгского метро на Жёлтой и Зелёной линиях. Она представлена одной островной платформой. Станция обслуживается Washington Metropolitan Area Transit Authority. Расположена в районе Шоу на 7-й улице между Ар-стрит и Эс-стрит, Северо-Западный квадрант Вашингтона. Пассажиропоток — 1.571 млн. (на 2011 год).
Станция была открыта 11 мая 1991 года.
Открытие станции было совмещено с открытием ещё двух станций: Маунт-Вернон-сквер и Ю-стрит. Зелёной линией станция обслуживается постоянно. С 2006 года Жёлтая линия обслуживает станцию только в не часы пик и в выходные дни, а также такие станции: Ю-стрит, Коламбия-Хайтс, Джорджия-авеню — Пэтворс и Форт-Тоттен.